# Гадюка вірменська
Гадюка вірменська (Vipera eriwanensis) — отруйна змія з роду Гадюка родини Гадюкові. Має 2 підвиди.

## Опис
Загальна довжина досягає 55 — 56 см. Голова сильно витягнута, край морди злегка піднятий й загострений. Великі надочноямкові й тім'яні щитки злегка увігнуті, як і вся поверхня передньої частини голови. Черевних щитків: 137 — 148, підхвостових щитків: 25 — 34 пари. Навколо середини тулуба є 19 — 21 рядок луски.
Забарвлення зверху світло-сіре з чітким чорно-коричневим зигзагоподібним малюнком. Черево темно-сірого кольору в чорних цятках.

## Спосіб життя
Полюбляє сухі схили гір, кам'янисті гірські степи, береги каньйонів, порослі чагарниками. У літню спеку спускається нижче в вологіші ділянки та переходить з денної тільки на сутінкову та ранкову активність. Зустрічається на висотах від 1000 до 3000 м над рівнем моря. У жовтні йде на зимівлю. Виходить із зимівлі у квітні-травні.
Отруйна змія. Отрута гемолітичної дії (впливає на кров і кровотворні органи). Укуси становлять велику небезпеку для домашніх тварин і людини.
Харчується мишоподібними гризунами, ящірками й прямокрилими.
Вид живонароджуючий, буває до 10 малюків у виводку.

## Розповсюдження
Мешкає у північно-східній Туреччині, Вірменії, Ірані, Азербайджані.

## Підвиди
- Vipera eriwanensis eriwanensis
- Vipera eriwanensis ebneri